# Претрага у ширину
Претрага у ширину (BFS; енгл. Breadth-first search) је алгоритам за претраживање или кретање кроз стабло или граф структуру података. Почиње из произвољног задатог чвора r који се означава као посећен и додаје као једини елемент реда. Потом се понављају следећи кораци, док год ред не постане празан: чвор са почетка реда се брише и сваки непосећени сусед овог чвора се означава као посећен и додаје на крај реда.

## Псеудокод
Идеја: Код BFS претраге када се стигне до неког чвора x графа G, најпре се обилазе његови непосећени и непосредни суседи.
Након тога се наставља BFS алгоритам, тј. посећују се сви непосећени суседи из претходног нивоа претраге. Због тога се користи FIFO ред.
Скица решења:
1. Полазни чвор x графа G.
  - Смести се у ред.
  - Посети се.
  - Означи се као посећен.
  - Упишу се суседи чворова x на крај реда.
2. Посети се следећи чвор из реда, означи као посећен, његови непосећени суседи се упишу на крај реда.
3. Понавља се корак 2 док има непосећених чворова у реду.[2] 1    /* a = матрица суседства, n= број чворова графа G */
 2    void BFS (int a[][50], int n )
 3    {
 4        int x; /* чвор графа */
 5        int m[50]; /* m је низ означених чворова графа */
 6        /* иницијализација низа означених чворова на 0, јер су на почетку сви непосећени */
 7        for (x = 0 ; x < n ; x++ )
 8            m[x] = 0;
 9        /* посета графа почев од првог непосећеног чвора */
 10       for (x = 0 ; x < n ; x++ )
 11           if (!m[x] )
 12               poseti (x, a, n, m )
 13   }
 14   /* s = пролази чвор претраге по ширини, a = матрица суседства */
 15   /* n = број чворова графа, m = низ посећених чворова */
 16   
 17
 18   void poseti(int s, int a [][50], int n, int m[] )
 19   {
 20       int i, k; /* бројачи у циклусу */
 21       int v; /* чвор графа */
 22       int red[50]; /* низ чворова графа поређаних у поретку BFS претраге */
 23       /*иницијализација низа m, ред у односу на полазну чвор претраге s */
 24       m[s] = 1;
 25       red[0] = s;
 26       k = 1;
 27       /* обилазак непосредних суседа чвора s, разлика од DFSа */
 28       for (i = 0 ; i < k ; i++ )
 29       {
 30           s = red[i];
 31           for (v = 0 ; v < n ; v++ )
 32               if(!m[v] && a[s][v] )
 33               {
 34                   m[v] = 1;
 35                   red[k++] = v;
 36               }
 37       }
 38       /*испис -{BFS}- поретка*/
 39       for (i = 0 ; i < k ; i++ )
 40           printf("%d" , red[i] );
 41   }

## Сложеност
Свака грана прегледа се тачно два пута, једном са сваког краја. Према томе, временска сложеност је пропорционална броју грана. С друге стране, број рекурзивних покретања алгоритма је V, па се сложеност алгоритма може описати изразом . Ако је коришћено матрично представљање, имамо временску сложеност од , а уколико је коришћено уланчано представљање, сложеност је . Уланчано представљање даје боље временске перформансе.

## Проблеми који се решавају обиласком графа
- Тополошко сортирање.
- Минимално повезујуће стабло.
- Транспортне мреже.
- Упаривање, Хопкрофт-Карп алгоритам.
- Транзитивно затворење.
- Најкраћи путеви из датог чвора, Дајкстрин алгоритам.
- Сви најкраћи путеви, Флојд-Воршалов алгоритам.
- Проналажење артикулационих тачака.
- Проналажење мостова.